# USS Welles (DD-628)
Эскадренный миноносец «Уеллес» (англ. USS Welles (DD-628)) — американский эсминец типа Gleaves.
Заложен на верфи Seattle Tacoma Shipbuilding, Сиэтл 27 сентября 1941 года. Спущен 7 сентября 1942 года, вступил в строй 16 августа 1943 года.
Выведен в резерв 4 февраля 1946 года. Из ВМС США исключён 1 марта 1968 года.
Продан 9 июня 1969 года фирме «Union Minerals and Alloy Corp.» в Нью-Йорк и разобран на слом.